# Gustaf Kling

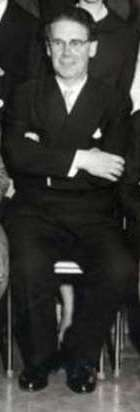
Gustaf Kling.

Carl Gustaf Ferdinand Kling, född 27 juni 1902 i Ljusdals församling, Gävleborgs län, död 17 oktober 1966 i Söderhamns församling, Gävleborgs län, var en svensk skolledare.
Kling, som var son till en stationsskrivare, blev efter studentexamen i Lund 1920 filosofie kandidat 1923, filosofie magister 1926 och filosofie licentiat 1947. Han var lärare vid kommunala mellanskolan i Örkelljunga 1926, genomförde provår i Lund 1927, var lärare vid högre allmänna läroverket i Jönköping 1928, vid högre allmänna läroverket i Västerås 1928–1929, vid Lundsbergs skola 1929–1931, vid kommunala mellanskolan i Åtvidaberg 1931–1947, rektor för yrkesskolan där 1940–1942, vid högre folkskolan i Ockelbo 1947–1948, vid kommunala mellanskolan där 1949, blev rektor för Ockelbo kommunala realskola där 1952 och rektor vid högre allmänna läroverket i Söderhamn 1959. Sedan 1954 var han även innehavare av ett lektorat i matematik och fysik i Varberg. Gustaf Kling är begravd på Norra kyrkogården i Lund.